# Brit tengeralattjárók a Balti-tengeren az I. világháborúban
A brit admiralitás 1915-ben elhatározta, hogy új tengeri-frontot nyit a Balti-tengeren, ezért először hét darab E osztályú tengeralattjárót, majd négy C osztályú tengeralattjárót küldött a térségbe. A hajók kezdetben sikereket értek el, de 1916-tól lényegében nem tudtak jelentős eredményeket felmutatni, a szárazföldi német előrenyomulás következtében a Finn-öbölbe szorultak vissza. A breszt-litovszki béke aláírását követően a brit admiralitás utasította a megmaradt brit tengeralattjárók legénységét, hogy Arhangelszken át térjenek haza. Ezt követően a legénység elsüllyesztette hajóit.

## A brit tengeralattjárók tevékenysége
A Brit Királyi Haditengerészet tengeralattjárói 1914. őszétől nem tudtak jelentős eredményeket elérni az Atlanti-óceánon, mivel a német  partok ellen kiépült blokád megakadályozta a német kereskedelmi hajózást, s a legtöbb német szállítóhajó semleges kikötőkbe hajózott a blokád kiépülését követően. Intenzívebb forgalom egyedül a Balti-tengeren folyt, itt Dániával és Svédországgal folyt az áru-és nyersanyagszállítás Németországba. Az orosz tengeralattjárók a német hajók ellen nem tudtak valamire való eredményt elérni, s főleg aknarakási műveleteket hajtottak végre. A brit admiralitás 1915. nyarán elhatározta, hogy új tengeri-frontot nyit. Tengeralattjárók küldéséről döntöttek a Balti-tengerre, hogy azok az orosz kikötőkből indulva tizedeljék meg a német haditengerészet balti-tengeri erőit.
1915. augusztus hónapjának folyamán hét angol E osztályú tengeralattjáró indult el, s kísérelte meg az áttörést a Kattegat-szoroson keresztül. A hét hajó közül csak öt (E1, E8, E9, E18, E19) érte el a számukra kijelölt bázist, a Finn-öbölbeli Helsingforsot.  Az HMS E11 az átkelés során megsérült, így visszafordulni kényszerült, az HMS E13-ast egy német torpedónaszád süllyesztette el augusztus 18-án. A brit vezetés E osztályú tengeralattjárók után pár héttel további kisebb, C osztályú partvédő tengeralattjárókat küldtek a Balti-tengerre. A korábbi brit hajók áttörését követően felriasztott német hajók miatt a négy C osztályú hajó kénytelen volt megkerülni Észak-Európát, és a Fehér-tengerről az oroszok által már kiépített csatornahálózat segítségével jutottak el a baltikumi kikötőkig. A megérkezett angol hajók nyomban harcba indultak, hogy a korábbi sikertelenségtől megcsappant orosz morált helyreállítsák.
Az HMS E8-as komoly győzelemre tett szert, mikor az SMS Prinz Adalbert páncéloscirkálót 1915. október 23-án megtorpedózta. A német hadihajó lőszer raktára a levegőbe repült, s hatszáz fős legénységével elsüllyedt. November 7-én az HMS E19-es tengeralattjáró elsüllyesztette az SMS Undine kiscirkálót, majd a brit hajók utolsó jelentős eredményeképpen december 17-én a Max Horton parancsnoksága alatt álló HMS E9-es elsüllyesztette az SMS Bremen kiscirkálót, emellett pedig eddigre összesen négy acélt és vasércet szállító hajót süllyesztett el.
A brit tengeralattjárók 1916 januárjától nem voltak képesek további jelentős eredményeket elérni. Max Horton és az HMS E1-es parancsnoka, Noel Laurence visszatértek Angliába. 1916. májusának végén egy német hadihajó elsüllyesztette az HMS E18-ast. A német csapatok eközben előrenyomultak a keleti fronton. Elfoglalták Rigát, Dvinszket, az Ösel és Dagö szigeteket, így a brit tengeralattjárók a Finn-öbölbe szorultak vissza. Az Orosz Birodalom 1917-re végzetesen meggyengült, katonailag összeomlott és forradalmak törtek ki a területén, amelyek a monarchia eltörlésével végződtek. A bolsevikok hatalomba kerülésével megkezdődő breszt-litovszki béketárgyalások lassú irama miatt német csapatok elfoglalták a mai Észtország és Lettország összes kikötőjét. A breszt-litovszki béke 1918. március 30-án történő aláírását követően a brit admiralitás utasította a megmaradt tengeralattjárók legénységét, hogy Arhangelszken át térjenek haza. Ennek következtében 1918. április 4-én a brit tengerészek a Helsinki-öbölben elsüllyesztették a megmaradt három C osztályú és négy E osztályú tengeralattjárót.

## A Balti-tengerre vezényelt brit tengeralattjárók listája

### E osztály
| Név     | Tevékenysége és sorsa |
| ------- | --- |
| HMS E1  | A hajó az egyik elsőként kelt át a Kattegat-szoroson. A Rigai-öbölben lezajlott tengeri csata idején torpedójával megrongálta az SMS Moltke csatacirkálót. Parancsnoka Noel Laurence volt, majd mikor a kapitány Max Hortonnal együtt hazatért, a parancsnokságot Fenner korvettkapitány vette át. 1918-ban legénysége süllyesztette el Helsinki kikötőjében. |
| HMS E8  | Parancsnoka Francis Goodhart volt. 1915. október 23-án elsüllyesztette az SMS Prinz Adalbert páncéloscirkálót. 1918-ban legénysége süllyesztette el Helsinki kikötőjében. |
| HMS E9  | 1915 augusztusában Max Horton korvettkapitány parancsnoksága alatt érkezett a balti-tengerre. 1915. december 17-én megtorpedózta az SMS Bremen kiscirkálót, ami elsüllyedt. Néhány teherhajót is elsüllyesztett. A hajót 1918-ban legénysége süllyesztette el Helsinki kikötőjében.                                                                           |
| HMS E11 | A hajó a többi E osztályú hajóval indult a Balti-tengerre. Az átkelés során a hajó megsérült, így kénytelen volt visszafordulni. |
| HMS E13 | Geoffrey Layton parancsnoksága alatt próbált átkelni a Balti-tengerre, azonban a német záróövezetben a G132-es német torpedónaszád felfedezte és elsüllyesztette. A túlélők kiúsztak a dán partokra, majd később internálták őket. |
| HMS E18 | 1916. május 27-én a tengeren teljesített szolgálatot, amikor német hajók támadták meg és ágyútűzzel megsemmisítették. |
| HMS E19 | A tengeralattjárót Francis Cromie korvettkapitány irányította. 1915. november 7-én Rügen szigetétől északkeletre elsüllyesztette az SMS Undine kiscirkálót. 1918-ban legénysége süllyesztette el. |

### C osztály
| Név     | Tevékenysége és sorsa |
| ------- | --- |
| HMS C26 | A többi C osztályú hajóval együtt megkerülte Észak-Európát és a Fehér-tengerről csatornákon át érték el az orosz kikötőket. 1918-ban legénysége süllyesztette el Helsinki kikötőjében. |
| HMS C27 | 1918-ban legénysége süllyesztette el Helsinki kikötőjében. |
| HMS C32 | 1917. október 24-én német hajók ágyútüze semmisítette meg. |
| HMS C35 | 1918-ban legénysége süllyesztette el Helsinki kikötőjében. |

## Képgaléria

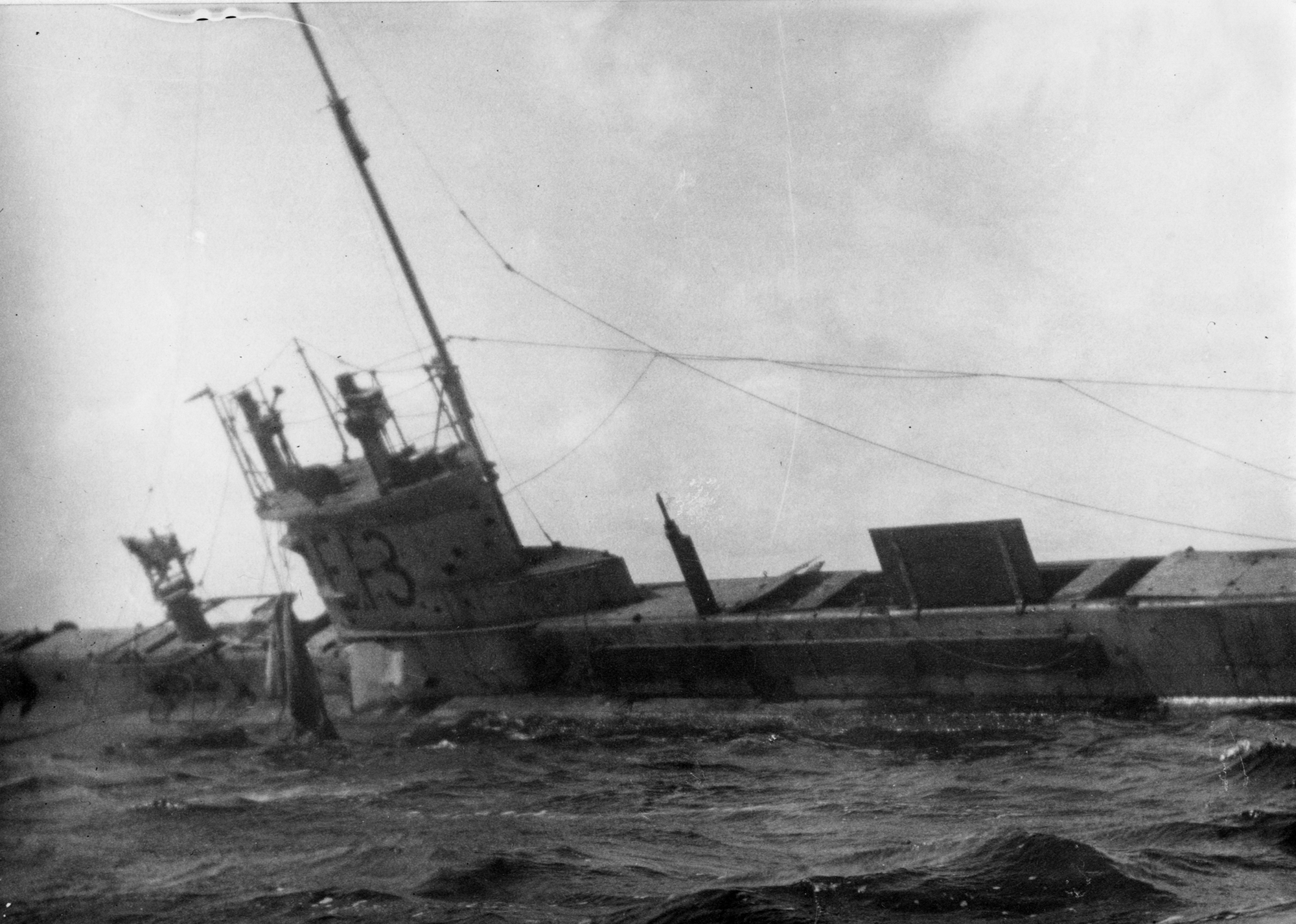
Az HMS E13-as jelzésű tengeralattjárót egy torpedónaszád süllyesztette el 1915. augusztus 18-án
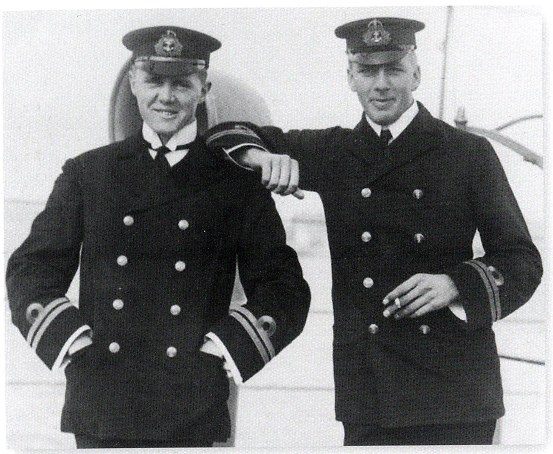
Max Horton, az HMS E9 és Noel Laurence, az HMS E1-es parancsnoka
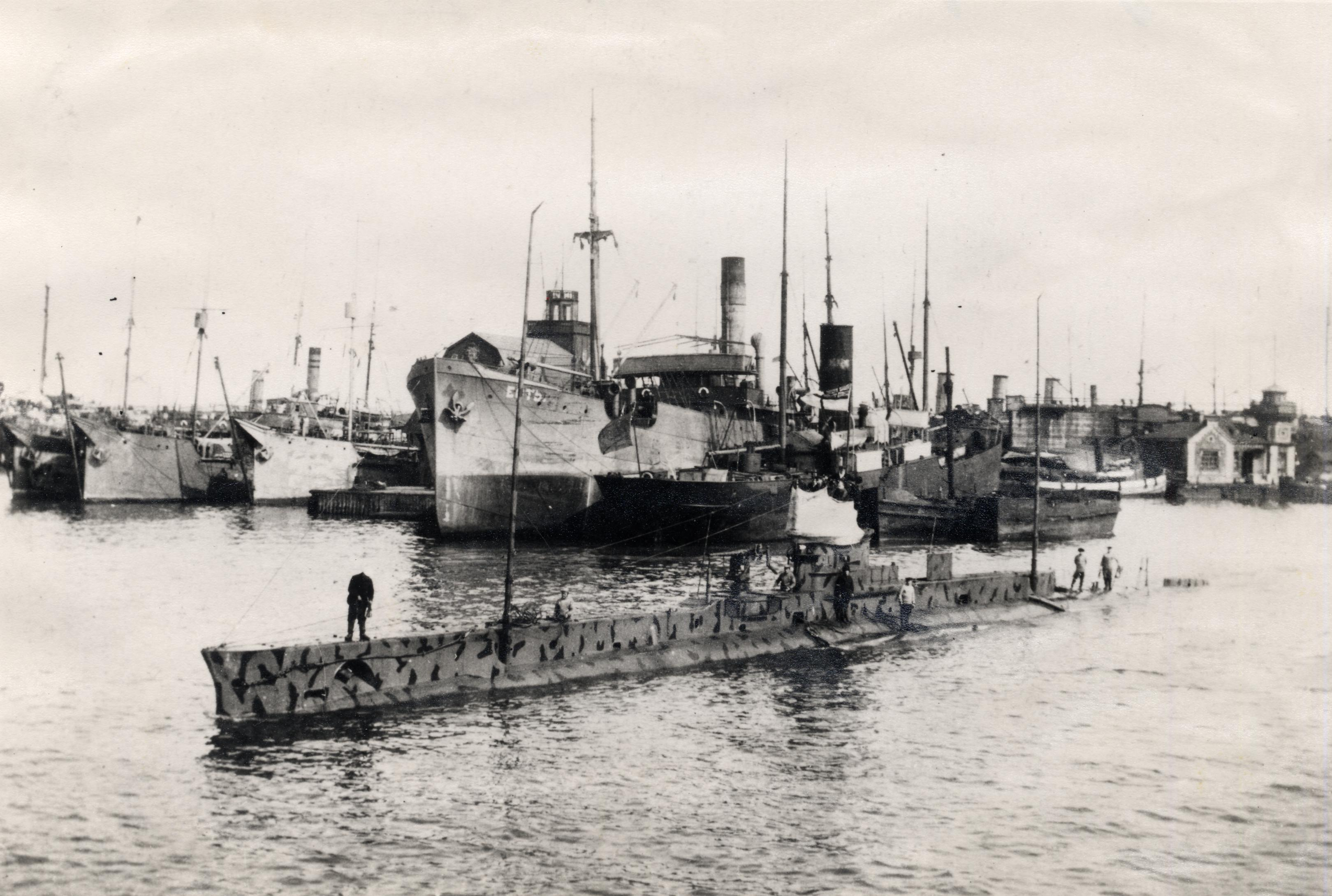
Az HMS E18-as Reval (ma Tallinn) kikötőjében